# 杉山和正
杉山 和正（すぎやま かずまさ、1959年 - ）は、日本の鉱物学者。東北大学金属材料研究所ランダム構造物質学研究部門教授。理学博士（東京大学）。東北大学名誉教授。

## 略歴・人物
静岡市生まれ。1978年、静岡県立静岡高等学校卒業。1982年、東京大学理学部地学科地質学鉱物学コース卒業。1984年、東京大学大学院理学系研究科鉱物学専門課程修士課程修了。1987年、東京大学大学院理学系研究科鉱物学専門課程博士課程修了。
1987年、東北大学選鉱製錬研究所応用鉱物学研究分野（早稲田研究室）助手。1994年、東北大学素材工学研究所組成評価研究分野（早稲田研究室）助手。1997年、東北大学金属材料研究所不定比化合物研究部門（平賀研究室）助教授。1999年、東京大学大学院理学系研究科鉱物学専攻 助教授。2000年、東京大学大学院理学系研究科地球惑星科学 助教授。2007年、東北大学金属材料研究所ランダム構造物質学研究部門 教授。2025年、東北大学名誉教授。IKH - 新知創造学際ハブ メンバー。

## 著書
- 『X線異常散乱法を用いた、ゼオライトに内包される遷移元素と有機分子の相互作用の解明』 研究代表者 杉山和正 2005.4
- 『X線異常散乱法を用いたAl-Ni-Co系準結晶および近似結晶の精密構造解析』 研究代表者 杉山和正 2002.3

## 共著
- 『実験化学講座』第11巻　物質の構造Ⅲ 異常散乱 丸善 2006

## 研究
- Structure and Crystal Chemistry of a Dense Polymorph of Tricalcium Phosphate Ca3(PO4)2:

A Host to Accommodate Large Lithophile Elements in the Earth's Mantle.
K.Sugiyama & M.Tokonami :Phys. Chem. Minerals, 15, 125-130(1987).
- Structural Analysis of Hydrolytic Condensed Zirconium Oxide by the Anomalous X-ray Scattering Method.

K.Sugiyama, Y.Waseda & S.Kudo: ISIJ International, 31(11), 1362-1367(1991).
- Cation Distribution of ZnFe2O4 and CoFe2O4 Spinels from Anomalous X-ray Scattering.

Y.Waseda, K.Shinoda and K.Sugiyama :Zeit. Naturforsch., 50a, 1199-1204(1995).
- Partial Structural Functions of Molten CuBr Estimated from the Anomalous X-ray Scattering Measurements.

M.Saito, C.Park, K.Omote, K.Sugiyama and Y.Waseda: J. Phys. Soc. Japan, 66(3), 633-640(1997).
- Crystal Structure of a Cubic Al70Pd23Mn6Si; a 2/1 Rational Approximant of an Icosahedral Phase.

K.Sugiyama, N.Kaji, K.Hiraga and T.Ishimasa Z. Kristallogr., 213,90-95(1998).
- Synthesis and Characterization of a New 2-D Aluminophosphate Layer [Al2P3O10(OH)2[[C6NH8]and

Structural Diversity in Anionic Alminophosphates with Al2P3O123- Stoichiometry.
J.Yu, K.Sugiyama, K.Hiraga, N.Togashi, O.Terasaki, Y.Tanaka, S.Nakata, S.Qiu and R.Xu:
Chem. Mater., 10(11),3636-3642(1998).
- The Structure of a W-(AlCoNi) Crystalline Phase related to Al-Co-Ni Decagonal Quasicrystals,

studied by Single Crystal X-ray Diffraction.
K.Sugiyama, S.Nishimura and K.Hiraga; J. Alloy Comp., 342,65-71(2002).

## 受賞
- 2011年9月 日本鉱物科学会賞 複雑構造を有する物質群の構造解析法の開発研究[7]
- 2009年12月 日本結晶学会 学術賞  周期構造を持たないランダム系物質の構造解析
- 2007年3月 日本鉄鋼協会 山岡賞 鉄鉱石塊成化に関する産学協同研究
- 2006年3月 日本鉄鋼協会 澤村論文賞
- 1998年4月 資源素材学会 論文賞
- 1993年6月 日本鉱物学会 奨励賞
- 1991年5月 本多記念会 本多記念研究奨励賞
- 1990年7月 金属研究奨励賞